# Чарлс Бренър
Чарлс Бренър (на английски: Charles Brenner) е американски професор.
Начело е на факултета по биохимия към Университета в Айова. Той е и съдиректор на основни науки в Центъра за рак „Норис Котън“ от 2008 – 2009.

## Биография
Роден е през 1961 година. Дипломира се в Уеслианския университет и като ветеран в компаниите за биотехнологии, работи в Корпорация Хирон и Института за изследване DNAX, преди да завърши Стандфордското училище за медицина.

## Монография
На английски език:
- Charles Brenner and David Duggan (2004) Oncogenomics: Molecular Approaches to Cancer. John Wiley & Sons, Hoboken, NJ. ISBN 0-471-22592-4